# Ключ Каджарана
Ключ Каджарана — памятник в городе Капан Сюникской области Армении. Расположен на левой стороне шоссе Капан — Каджаран, на правом берегу реки Вохчи. Он был построен в 1966 году. Включен в список памятников истории и культуры Капана под номером 9.1/3. Имеет республиканское значение.
Скульптор — Марат Нуриджанян

## Описание
Памятник представляет из себя медведя, который держит во рту ключ, символизирующий плодородную землю народа Зангезура, за которую сражались жители Зангезура.

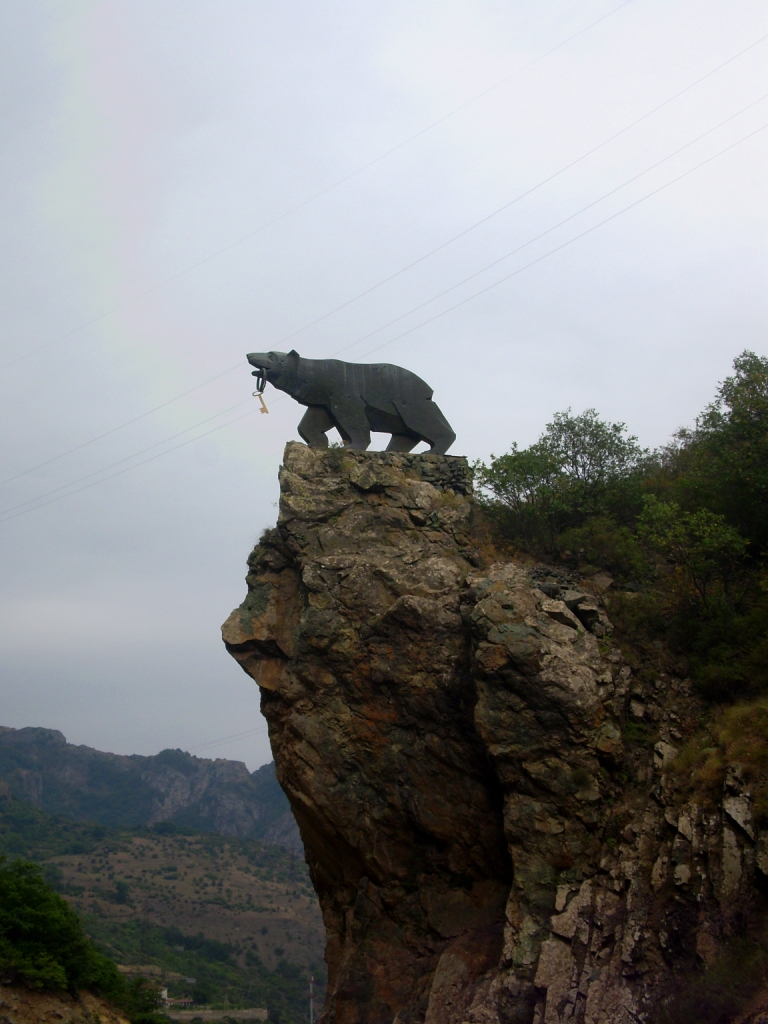